# Franziska Wulf

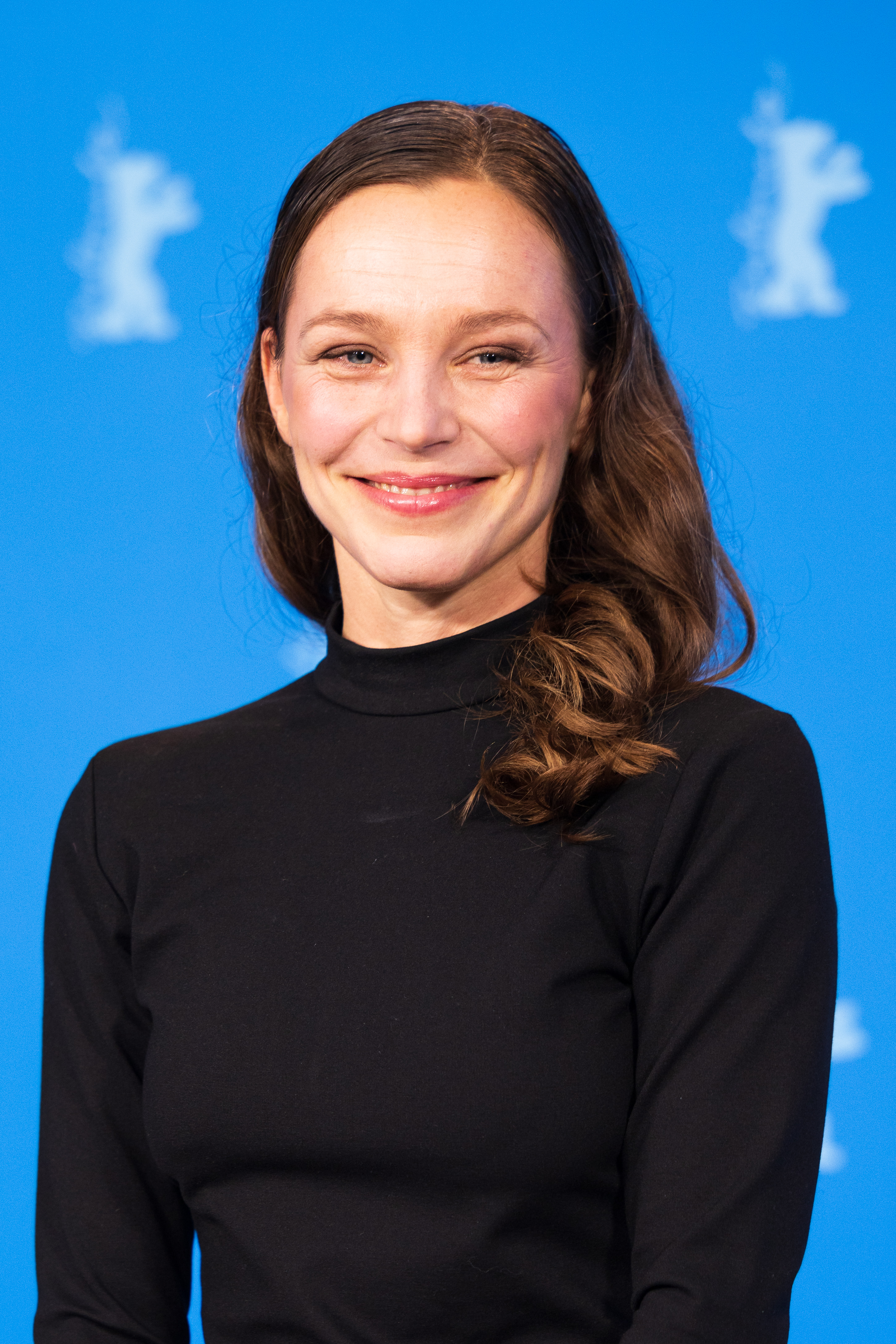
Franziska Wulf (2023)

Franziska Wulf (* 1984 in Schwedt/Oder) ist eine deutsche Schauspielerin.

## Leben
Von Juli 2006 bis Juli 2009 besuchte sie die Hochschule für Musik und Theater Felix Mendelssohn Bartholdy in Leipzig. Sie lebt derzeit in Berlin. Seit dem Abschluss ihrer Schauspielausbildung tritt sie als Theaterschauspielerin in verschiedenen schweizerischen und deutschen Häusern regelmäßig auf.
Des Weiteren wirkte Wulf seit 2007 als Schauspielerin an mehreren deutschen Film- und Fernsehproduktionen mit. Ihre bisher bekannteste Rolle hatte sie in der deutschen Filmkomödie Er ist wieder da, in der sie Adolf Hitlers Sekretärin Franziska Krömeier verkörperte.
2023 gewann sie den  Deutschen Schauspielpreis in der Kategorie Starker Auftritt für den Film  Sonne und Beton.

## Filmografie

### Kinofilm
- 2009: 12 Meter ohne Kopf
- 2010: Groupies bleiben nicht zum Frühstück
- 2011: Das System – Alles verstehen heißt alles verzeihen
- 2014: Geschützter Raum (Kurzfilm)
- 2015: Er ist wieder da
- 2016: Die Geschwister
- 2017: Nur Gott kann mich richten
- 2018: Verpiss dich, Schneewittchen!
- 2023: Sonne und Beton

### Fernsehen
- 2007: Damals nach dem Krieg
- 2010: Der Kriminalist – Getauschtes Leben
- 2013: SOKO Köln – Der Kanzlerklau
- 2014: Küstenwache – Echo einer Seemannstaufe
- 2015: Blindgänger
- 2015: Notruf Hafenkante – Alexas Puzzle
- 2015: Inga Lindström – Die Kinder meiner Schwester
- 2015: SOKO Leipzig – Schuss durch die Tür
- 2016: Die Opfer – Vergesst mich nicht
- 2016: Der Usedom-Krimi – Engelmacher
- 2017: Inga Lindström – Das Haus am See
- 2017: Der Gutachter: Ein Mord zu viel
- 2018: Magda macht das schon! – Polnische Leiter
- 2018: SOKO Leipzig – Die falsche Muse
- 2018: Polizeiruf 110: Der Fall Sikorska
- 2019: Ottilie von Faber-Castell – Eine mutige Frau
- 2019: Friesland: Asche zu Asche
- 2019: Der Bulle und das Biest (Fernsehserie, 10 Folgen)
- 2020: Letzte Spur Berlin – Geist
- 2020: Das Leben ist kein Kindergarten (Fernsehfilmreihe)
- 2021: SOKO Hamburg – Gegen die Zeit
- 2021: Der Alte – Unsterblich
- 2021: Bettys Diagnose – Besser spät als nie
- 2021: Das Leben ist kein Kindergarten – Umzugschaos
- 2021: Para – Wir sind King (Serie, 3 Folgen)
- seit 2021: Kommissar Dupin (Fernsehreihe)
  - 2021: Bretonische Spezialitäten
  - 2023: Bretonische Nächte
  - 2024: Bretonischer Ruhm
- 2022: Almost Fly (Serie)
- 2022: Die Bergretter – Die Zeit, die bleibt
- 2023: Das Leben ist kein Kindergarten – Vaterfreuden
- 2023: Briefe aus dem Jenseits
- 2025: Die Beste zum Schluss
- 2025: Eine mit Herz – Familiengeheimnisse
- 2025: Morden im Norden – Nasses Grab

### Auszeichnungen
- 2023: Deutscher Schauspielpreis in der Kategorie Starker Auftritt für  Sonne und Beton